# Xwela Gbe jezik
Xwela Gbe jezik (ISO 639-3: xwe; houeda, peda, phera, xwela, xwela-gba), nigersko-kongoanski jezik uže skupine kwa, kojim govori 65 000 ljudi (2002 SIL) u beninskim provincijama Mono i Atlantic.
Jedan je od 21 jezika podskupine gbe. Leksički mu je najbliži zapadni Xwla gbe [xwl] (90%). U školama se uči francuski [fra]

## Vanjske poveznice
- Ethnologue (14th)
- Ethnologue (15th)